# Ausonia

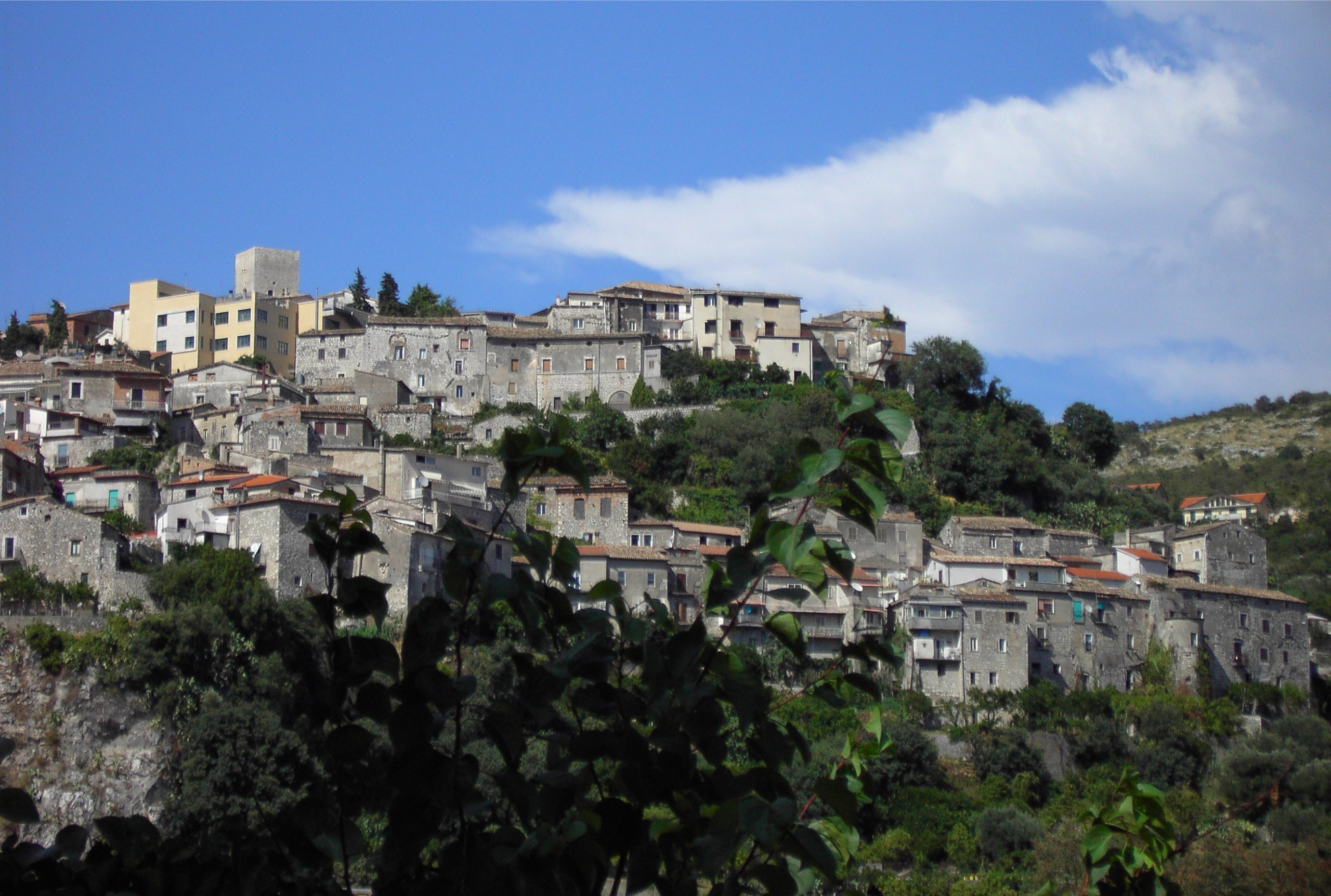
Ausonia

Ausonia – miejscowość i gmina we Włoszech, w regionie Lacjum, w prowincji Frosinone.
Według danych na rok 2004 gminę zamieszkiwały 2564 osoby, 128,2 os./km².